# 丸茂潤吉
丸茂 潤吉（まるも じゅんきち、1975年 - ）は、福岡県久留米市生まれの文芸批評家・書評家、フリーライター。
『週刊特報』（洋泉社）での「仁義なきエンタメ天国」、『Men's Street』（竹書房）での「男道カルチャー」、『P-Zone』（グローリー）での「丸茂潤吉の快楽書評」などで書評を執筆。ややアカデミックなイメージのある文芸欄にアダルト・官能小説批評を取り込むなど、他の論者とは異なる点がある。ほかに『スポーツニッポン』（スポーツニッポン新聞社）での風俗広告記事連載「啓蒙セフレ新聞」、『ゲーム批評』（マイクロマガジン社）、『蕎麦東京』（エイ出版）で執筆を行うなど、書評家としてはユニークな執筆活動を行っている。

## 著作
- 踊る名言　（リーダーズノート・パブリッシング）
- 東京都渋谷区　（マイクロマガジン）
- 戦国武将の大誤解　（彩図社）